# Sharon Doorson
Sharon Doorson (Utrecht, 24 april 1987), ook bekend als Miss Cherry, is een Nederlandse zangeres, die bekendheid verwierf in 2004 nadat ze samen met Esri Dijkstra, Eva Simons, Lianne van Groen en Nora Dalal de meidengroep Raffish had gevormd in het programma Popstars: The Rivals. Na het uiteenvallen van deze groep begon ze aan een solocarrière.

## Muziekcarrière

### 2004-2006: Popstars: The Rivals & Raffish
Doorson was een van de vijf uitgekozen meiden in Popstars: The Rivals om deel uit te mogen maken van Raffish. Met het nummer Plaything van Raffish behaalde ze een nummer één hit. Een maand later bracht Raffish hun debuutalbum How Raffish Are You uit en wisten ze de top 20 te halen. Na de verschijning van het album bracht Raffish later dat jaar nog twee singles Thursday's Child en Let Go uit en beide werden een bescheiden hitje. Na veel optredens in 2005 doken ze opnieuw de studio in voor een tweede album. De meiden werden het echter niet eens over de sound van het tweede album en na een stilte van een paar maanden maken ze in februari 2006 bekend te stoppen.

### 2006-2011: MC Sharon D, Miss Cherry & Twenty 4 Seven
Na het stoppen van Raffish besloot Doorson terug te gaan naar school om zang te studeren aan het Conservatorium van Rotterdam. Tijdens haar studie zong ze bij Npac Utrecht en zodoende kwam ze in aanraking met house. Doorson zong als MC Sharon D vanaf dan met verschillende dj's. Doorson besloot dan ook een artiestennaam te nemen, want dit paste beter in de housescene. Doorson noemde zichzelf vanaf dan Miss Cherry. In mei 2008 nam ze haar eerste houseplaat op bij Eatmusic.
Haar solocarrière als Miss Cherry wilde niet van de grond komen en Doorson werd gevraagd om samen met Lianne van Groen en Stay-C Twenty 4 Seven nieuw leven in te blazen. Doorson besloot al snel uit het project te stappen toen bleek dat bij de eerste single alleen de stemmen van Van Groen en Stay-C op de plaat stonden.

### 2011-2012: The voice of Holland
Doorson gaf zich op voor het tweede seizoen van The voice of Holland. Elke coach draaide tijdens de Blind Audition voor haar om en ze besloot uiteindelijk Marco Borsato te kiezen als coach. Ze kwam tot in de halve finale van The voice.

### 2012-2014: Killer
In september 2012 kwam de single Fail in Love uit. In de Nederlandse Top 40 behaalde het nummer de 14e plaats en in Zwitserland de 75e plaats. Op 5 april 2013 ontving Doorson een gouden plaat voor haar single.
Op 15 februari 2013 kwam de tweede single High on Your Love uit op iTunes.
Doorson zong mee met het officiële Koningslied dat op 19 april 2013 uitgebracht werd op initiatief van het Nationaal Comité Inhuldiging. Het nummer behaalt in de Nederlandse Top 40 de tweede plaats. In België is het nummer eveneens terug te vinden op nummer 41.
Op 31 mei 2013 kwam haar derde single Killer uit. Het nummer Killer piekt in de Nederlandse Single Top 100 op nummer 38. Op 7 juni kwam haar gelijknamige debuutalbum uit. Het gelijknamige album werd geen groot succes maar kwam toch op nummer 20 in de album top 40. Het album hield het hier drie weken vol.
Later brengt Doorson de single Can't Live Without You uit samen met Mischa Daniels. Het laatste nummer dat van het album Killer werd uitgebracht is Run Run.
Doorson heeft ook de jingles op radiozender SLAM!FM ingezongen.

### 2014-heden: Een frisse wind
Doorson maakte in 2014 haar acteerdebuut in de familiefilm Heksen bestaan niet. Op 14 maart van dat jaar kwam haar nummer Louder uit. Ze tekent op 20 maart 2015 een nieuw platencontract bij het label 8ball Music waarbij ze direct op 1 mei 2015 een nieuwe single uitbrengt met de titel Electrify. In mei 2015 werd ze verkozen tot 'Pink Best Friend' nadat ze de LGBT Student Award had ontvangen, deze prijs wordt toegekend aan een jonge bekendheid die zich inzet voor de lgbt-gemeenschap. Ook werd haar single Electrify het officiële themalied van de LGBT Student Day 2015 in Maastricht.
Op 24 juli brengt ze haar nieuwe single Something Beautiful uit. Het wordt de Alarmschijf en staat de week daarna op nummer 1 in de tipparade. Op 21 augustus komt Something Beautiful binnen in de Top 40 op nummer 36.
In 2015 deed zij mee aan Expeditie Robinson en in 2016 aan De beste zangers van Nederland. Zij won de aflevering van De beste zangers met een door haarzelf geschreven Engelse versie van het lied Samen zijn van Willeke Alberti: Hold me now. Eind 2017 was Doorson te zien in het programma The Big Music Quiz. In 2022 was ze een secret singer in het televisieprogramma Secret Duets. In 2023 deed Doorson mee aan het televisieprogramma Avastars waar ze als eerste afviel.

## Privéleven
Doorson is moeder van twee dochters.

## Discografie

### Albums
| Album  | Verschijnen | Label         | Hitlijsten | Hitlijsten | Hitlijsten | Hitlijsten | Opmerkingen |
| Album  | Verschijnen | Label         | BE (VL)    | BE (VL)    | NL         | NL         | Opmerkingen |
| Album  | Verschijnen | Label         | Piek       | Weken      | Piek       | Weken      | Opmerkingen |
| ------ | ----------- | ------------- | ---------- | ---------- | ---------- | ---------- | ----------- |
| Killer | 7 juni 2013 | Cloud 9 Music | —          | —          | 20         | 3          | Studioalbum |

### Nummers met notering(en) in een hitlijst
| Lied                                        | Verschijnen       | Album                          | Hitlijsten | Hitlijsten | Hitlijsten | Hitlijsten | Hitlijsten  | Hitlijsten  | Hitlijsten   | Hitlijsten   | Hitlijsten | Opmerkingen                    |
| Lied                                        | Verschijnen       | Album                          | BE (VL)    | BE (VL)    | BE (WA)    | BE (WA)    | NL (Top 40) | NL (Top 40) | NL (Top 100) | NL (Top 100) | FR         | Opmerkingen                    |
| Lied                                        | Verschijnen       | Album                          | Piek       | Weken      | Piek       | Weken      | Piek        | Weken       | Piek         | Weken        | Piek       | Opmerkingen                    |
| ------------------------------------------- | ----------------- | ------------------------------ | ---------- | ---------- | ---------- | ---------- | ----------- | ----------- | ------------ | ------------ | ---------- | ------------------------------ |
| Fail in Love                                | 14 september 2012 | Killer                         | —          | —          | —          | —          | 14          | 15          | 17           | 15           | —          | Dancesmash / Goud in Nederland |
| High on Your Love                           | 15 februari 2013  | Killer                         | —          | —          | —          | —          | 12          | 14          | 18           | 19           | 144        | Dancesmash / Goud in Nederland |
| Killer                                      | 31 mei 2013       | Killer                         | —          | —          | —          | —          | 25          | 6           | 38           | 6            | —          | Dancesmash                     |
| Can't Live Without You (met Mischa Daniëls) | 4 augustus 2013   | Killer                         | —          | —          | —          | —          | tip4        | —           | —            | —            | —          |                                |
| Run Run                                     | 27 september 2013 | Killer                         | —          | —          | —          | —          | 31          | 3           | 48           | 5            | —          |                                |
| Louder                                      | 14 maart 2014     | —                              | —          | —          | —          | —          | tip18       | —           | 53           | 3            | —          |                                |
| Blijf hangen (met Reverse en Jayh)          | 1 september 2014  | Retro (van Reverse)            | —          | —          | —          | —          | tip6        | —           | —            | —            | —          |                                |
| Electrify                                   | 1 mei 2015        | —                              | —          | —          | —          | —          | tip11       | —           | —            | —            | —          |                                |
| Something Beautiful                         | 24 juli 2015      | —                              | —          | —          | —          | —          | 35          | 5           | —            | —            | —          | Alarmschijf                    |
| Feel Like Dancing (met Nils van Zandt)      | 23 oktober 2015   | Divergent (van Nils van Zandt) | 42         | 1          | 46         | 3          | —           | —           | —            | —            | —          |                                |
| How You Like It                             | 18 maart 2016     | —                              | —          | —          | —          | —          | tip15       | —           | —            | —            | —          |                                |
| Touch Me There                              | 8 juli 2016       | —                              | —          | —          | —          | —          | tip12       | —           | —            | —            | —          |                                |
| Come to Me (met Rochelle Perts en Rollàn)   | 25 augustus 2017  | —                              | —          | —          | —          | —          | tip17       | —           | —            | —            | —          |                                |
| Opinions                                    | 16 februari 2018  | —                              | —          | —          | —          | —          | tip19       | —           | —            | —            | —          |                                |

## Stemactrice
Doorson sprak de stem van Poppy in voor de Nederlandstalige versie van Trolls. Ze sprak de stem van Yesss in voor de Nederlandstalige versie van de animatiefilm Ralph Breaks the Internet.